# Imparfinis longicaudus
Imparfinis longicaudus är en fiskart som först beskrevs av Boulenger, 1887.  Imparfinis longicaudus ingår i släktet Imparfinis och familjen Heptapteridae. Inga underarter finns listade i Catalogue of Life.